# Macrobrachius kowarzii
Macrobrachius kowarzii är en tvåvingeart som beskrevs av Dziedzicki 1889. Macrobrachius kowarzii ingår i släktet Macrobrachius och familjen svampmyggor. Inga underarter finns listade i Catalogue of Life.